# Fenilglicina
La fenilglicina es un aminoácido no proteinogénico que contiene un átomo de carbono sustituido asimétricamente, por lo tanto, es un compuesto quiral . La fenilglicina, como la mayoría de aminoácidos (salvo la glicina), presenta dos enantiómeros: la D- fenilglicina y la L- fenilglicina. Aunque no sea uno de los 20 aminoácidos naturales, también puede tener actividad biológica; pero mayoritariamente la forma D de este aminoácido es la biológicamente activa, a diferencia de los aminoácidos naturales que todos son L-aminoácidos. La D-fenilglicina se utiliza como cadena lateral para la producción semisintética de antibióticos β-lactámicos derivados de la penicilina y cefalosporina tales como la ampicilina y cefalexina.
Desde el punto de vista estructural, está a mitad camino de los aminoácidos glicina y fenilalanina. Consiste en el aminoácido glicina al que se le ha sustituido un átomo de hidrógeno del carbono alfa (el unido inmediatamente al grupo carboxilo) por un grupo fenilo. Esta sustitución le confiere unas propiedades muy diferentes al aminoácido de partida, lo que puede ser interesante desde un punto de vista bioquímico.

## Síntesis
La síntesis química de este aminoácido se puede llevar a cabo de varias maneras. Aquí se recogen las más sencillas:
- Síntesis de Strecker: haciendo reaccionar benzaldehído, amoniaco y ácido cianhídrico en medio acuoso, se obtiene la forma racémica de la fenilglicina.

- Aminación de α-haloácidos: Primero se hace la halogenación de Hell-Volhard-Zelinsky del ácido carboxílico (en nuestro caso, con N-bromosuccinimida se broma la posición alfa del ácido fenilacético), y con un exceso de amoniaco, se produce la sustitución nucleófila del bromo por el grupo amino, obtiéndose el aminoácido fenilglicina en forma racémica. Una vez transcurre la reacción, poniendo un pH=7 en la disolución, precipita el aminoácido al alcanzar el punto isoeléctrico.[3]